# José Rodrigues dos Santos
José António Afonso Rodrigues dos Santos (Beira, Província Ultramarina de Moçambique, 1 de abril de 1964) é um jornalista, correspondente de guerra, professor universitário e escritor português nascido na antiga província ultramarina portuguesa de Moçambique. Desde 1991 que apresenta o Telejornal, o principal noticiário da RTP1. Em 2016, foi eleito o melhor escritor português, por 28 000 portugueses.
Casou, em 1988, com Florbela Cardoso. Tem duas filhas, Catarina Cardoso Rodrigues dos Santos (1991) e Inês Cardoso Rodrigues dos Santos (1998).

## Anos iniciais em África
Natural da cidade da Beira, na província de Sofala, antiga província ultramarina de Moçambique do Império Português, filho de José da Paz Brandão Rodrigues dos Santos (Penafiel, 13 de outubro de 1930 - janeiro de 1986), médico, e de sua mulher Maria Manuela de Campos Afonso Matos, mudou-se ainda bebé, aos 15 meses, para a cidade de Tete, onde permaneceu até aos oito anos, convivendo com a Guerra Colonial. 
Alguns dos seus antepassados estiveram envolvidos na Primeira Guerra Mundial, nas Flandres e na Guerra Colonial em África, sendo que o seu segundo romance, intitulado A Filha do Capitão, é dedicado ao seu avô paterno e ao seu bisavô materno.

## Percurso durante a adolescência e juventude
Após a separação dos seus pais, vai para Lisboa onde vive com a mãe. No entanto, as dificuldades económicas da mãe levam-no a mudar-se para a residência do pai, em Penafiel, no Norte de Portugal. A difícil adaptação do pai a terras lusas motivou a partida para Macau. Já no Oriente, participa na elaboração de um jornal escolar, que desperta o interesse dos responsáveis da rádio local e leva o jovem estudante a ser entrevistado por uma jornalista que acabara de chegar a Macau, Judite de Sousa, hoje outra bem conhecida jornalista portuguesa, com quem viria a trabalhar na RTP. Em 1981, aos 17 anos, o jovem José Rodrigues dos Santos inicia-se verdadeiramente no jornalismo, ao serviço da Rádio Macau.[carece de fontes?]

## Carreira como jornalista
Em 1983, regressa a Portugal para frequentar o curso de Comunicação Social da Universidade Nova de Lisboa. Terminado o curso, candidata-se a um estágio na BBC (British Broadcasting Corporation), a bem conhecida emissora britânica de televisão. A resposta é positiva, mas não lhe é concedido qualquer financiamento. Aplica então a herança do pai, entretanto falecido, em três meses de experiência profissional em Inglaterra.[carece de fontes?]
Regressa a Portugal, onde obtém duas distinções: o Prémio Ensaio do Clube Português de Imprensa, em 1986 e o Prémio de Mérito Académico do American Club of Lisbon, em 1987. Devido a essas credenciais, é convidado pela BBC World Service para trabalhar em Londres, onde fica durante três anos, até 1990.
Da BBC, seguiu para a RTP, onde começou a apresentar o noticiário  do fim da noite, o 24 Horas. Em 16 de janeiro de 1991, as forças coligadas de 28 países liderados pelos Estados Unidos dão início ao bombardeio aéreo de Bagdá, no Iraque, dando início à Primeira Guerra do Golfo. José Rodrigues dos Santos protagoniza então uma maratona televisiva de cerca de 10 horas, sobre o ataque americano ao Iraque.
Em 1991, passou para a apresentação do diário Telejornal, o espaço informativo mais visto da RTP, no ar já há sessenta e cinco anos, e tornou-se colaborador permanente da CNN (Cable News Network), a cadeia norte-americana de informação em contínuo, de 1993 a 2002. Hoje, continua a apresentar o Telejornal.
Doutorado em Ciências da Comunicação, com uma tese sobre reportagem de guerra, é professor da Universidade Nova de Lisboa e jornalista da RTP, tendo ocupado por duas vezes o cargo de Diretor de Informação da televisão pública portuguesa. 
Foi galardoado, além dos prémios já referidos, com o Grande Prémio de Jornalismo, em 1994, atribuído pelo Clube Português de Imprensa. Internacionalmente, venceu três prémios da CNN: o Best News Breaking Story of the Year, em 1994, pela história "Huambo Battle", relacionada com a Guerra de Angola; o Best News Story of the Year for the Sunday, em 1998, pela reportagem "Albania Bunkers"; e o Contributor Achievement Award - que é considerado o Pullitzer do jornalismo televisivo -, em 2000, pelo conjunto do seu trabalho,

## Romancista
Para além da sua mais conhecida faceta como jornalista, José Rodrigues dos Santos é também um ensaísta e romancista. Especialmente nesta última vertente, tornou-se dos escritores portugueses contemporâneos a alcançar maior número de edições com livros que venderam mais de cem mil exemplares cada.[carece de fontes?]
Até ao final de 2012, publicou quatro ensaios e dez romances. O romance de estreia, intitulado A Ilha das Trevas, foi reeditado pela Gradiva, em 2007, atual editora do autor.
Em 2005, José Rodrigues dos Santos estabeleceu um acordo com uma das principais editoras a operar nos Estados Unidos, a Harper Collins, com o objetivo de lançar naquele país a obra O Codex 632. O livro foi apresentado na Book Fair America de 2007 e foi publicado nos EUA em 2009, com o seguinte nome: Codex 632. The Secret of Cristopher Columbus: A Novel. A obra deu origem à série luso-brasileira Codex 632, que estreou em 2023.
Não é incomum Rodrigues dos Santos divulgar obras suas em espaços televisivos da própria estação em que trabalha, a RTP.

## Controvérsias
José Rodrigues dos Santos anunciou publicamente que não votava, dizendo que o fazia para manter a independência. Isso não o impediu de se envolver em várias polémicas.[carece de fontes?].  
A primeira colocou-o em conflito com o centro-direita em 2004, quando era diretor de Informação da RTP sob o governo PSD/CDS de Durão Barroso. O Expresso noticiou em outubro que o ministro da Presidência, Nuno Morais Sarmento, que tutelava a RTP, considerava que a manutenção de José Rodrigues dos Santos à frente da Informação da televisão pública era “algo a avaliar”. Questionado sobre o assunto por Arons de Carvalho, deputado do PS, Morais Sarmento afirmou que "[havia] limites” para a independência da RTP e que “no fim do dia não [eram] os jornalistas que [iriam] responder perante o povo. Afirmou também que "quem depois responde pelas opções políticas e pelo gasto do dinheiro público não são os jornalistas doutorados”, numa aparente referência a José Rodrigues dos Santos, jornalista doutorado. Duas semanas depois, num concurso interno para selecionar o novo correspondente da RTP em Madrid, a Administração escolheu o 4º classificado em detrimento dos três primeiros classificados. José Rodrigues dos Santos demitiu-se do cargo de Diretor de Informação, alegando “interferência” na área editorial. O inquérito levado a cabo pelo regulador dos media, a AACS (predecessora da ERC), concluiu ter havido de facto “ingerência ilegítima” da administração no processo.
Em 2007, depois de ter reiterado as suas acusações de 2004, José Rodrigues dos Santos foi alvo de um processo disciplinar para despedimento. No final desse processo, os inquiridores internos da RTP concluíram que não havia matéria para despedimento.
Em 2009, aquando da publicação de O Último Segredo, um romance sobre Jesus Cristo, foi acusado pela Igreja Católica de “intolerância”. O escritor respondeu, sublinhando que na crítica da Igreja “não é contestado um único facto que apresentei” no livro.
Em 2014, a polémica foi com o centro-esquerda: José Rodrigues dos Santos confrontou José Sócrates sobre a austeridade que este último introduziu em 2010 em Portugal. A entrevista suscitou controvérsia.
Em 2015, durante a cobertura das eleições legislativas gregas de janeiro desse ano, José Rodrigues dos Santos fez uma reportagem em que abordava as quatro principais causas internas da crise da dívida pública grega, ilustrando com exemplos. Falou na grande corrupção (o exemplo foi a casa do ministro da Defesa, preso no negócio dos submarinos), na pequena corrupção (o exemplo dos "muitos gregos" que subornavam médicos para obterem atestados de paralisia que lhes davam acesso a "mais um subsidiosinho"), no Estado Social generoso (o exemplo foi o programa estatal grego de pagar férias aos pobres em hotéis de três e quatro estrelas) e na fuga massiva ao fisco (o exemplo foi a ocultação de piscinas para não se pagarem impostos). A reportagem foi contestada por José Manuel Pureza, dirigente do Bloco de Esquerda, que acusou o jornalista de dizer que "os gregos" fingiam serem paralíticos para obterem subsídios ilegítimos. José Rodrigues dos Santos respondeu, dizendo que nunca dissera "todos os gregos", mas "muitos", e que de facto "muitos gregos" estavam envolvidos nessa fraude, conforme confirmado pelo governo da Grécia, incluindo o governo do Syriza, e pela Transparência Internacional, uma ONG que luta contra a corrupção. Dois inquéritos, um do Provedor do Espectador e outro da ERC, não detetaram fundamento nas acusações contra o jornalista.
Em outubro de 2015, na introdução de uma notícia sobre o deputado mais velho da Assembleia da República na legislatura que então começava, José Rodrigues dos Santos disse "eleito, ou eleita". O deputado em causa era Alexandre Quintanilha, deputado gay do PS. O PS e a associação de defesa dos LGBT+ ILGA acusaram-no de homofobia. O jornalista esclareceu que se tratara de um engano, pois o texto que o repórter lhe entregara dizia que o deputado mais velho era uma reformada de 69 anos eleita pelo Bloco de Esquerda, quando na verdade se tratava de Quintanilha, de 70, eleito pelo PS. O secretário-geral do PS, António Costa, exigiu um pedido público de desculpas. José Rodrigues dos Santos pediu desculpas pelo lapso de ter dito que o deputado mais velho era a reformada de 69 anos, mas não pediu desculpas por homofobia, alegando que um engano não é um ato de homofobia. Três inquéritos ao caso, levados a cabo pela ERC, pela Comissão da Carteira dos Jornalistas e pelo Conselho Deontológico do Sindicato dos Jornalistas, não encontraram indícios de intenção homofóbica, concluindo ter havido de facto um erro involuntário.
José Rodrigues dos Santos tem sido também confrontado com o volume da sua produção literária, já que entre 2001 e a atualidade publicou, entre romances e ensaios, um total de 29 livros, todos escritos em paralelo com a sua atividade de pivô de telejornal e repórter. O autor negou liminarmente qualquer colaboração ou ajuda externa, inclusive na pesquisa que é realizada para os seus livros.
Em junho de 2023, José Rodrigues Santos viralizou na Internet, ao anunciar a morte dos ocupantes do OceanGate Titan,  por ter começado uma edição do Telejornal dizendo, de forma dramática e pausada: "Boa tarde. Morreram... todos!" A frase inspirou inúmeros memes e piadas Foi também incluída numa atuação do grupo português de música eletrónica Karetus, durante um espetáculo no Entroncamento.
Em 2025, José Rodrigues dos Santos foi afastado de programação eleitoral da RTP na sequência de uma queixa apresentada à ERC por Paulo Raimundo, secretário-geral do PCP, acompanhada de uma forte mobilização pública de cariz censório por parte do partido.

## Obras publicadas

### Ensaio
- Comunicação, Difusão Cultural, 1992; Prefácio, 2001
- Crónicas de Guerra I - Da Crimeia a Dachau, Gradiva, 2001; Círculo de Leitores, 2002
- Crónicas de Guerra II - De Saigão a Bagdade, Gradiva, 2002; Círculo de Leitores, 2002
- A Verdade da Guerra, Gradiva, 2002; Círculo de Leitores, 2003

### Ficção

#### Série Tomás Noronha
1. O Codex 632, Gradiva, 2005
2. A Fórmula de Deus, Gradiva, 2006
3. O Sétimo Selo, Gradiva, 2007
4. Fúria Divina, Gradiva, 2009
5. O Último Segredo, Gradiva, 2011
6. A Mão do Diabo, Gradiva, 2012
7. A Chave de Salomão, Gradiva, 2014
8. Vaticanum, Gradiva, 2016
9. Sinal de Vida, Gradiva, 2017
10. Imortal, Gradiva, 2019
11. O Jardim dos Animais com Alma, Gradiva, 2021
12. A Mulher do Dragão Vermelho, Planeta, 2022
13. O Protocolo Caos, Planeta, 2024

#### SérieCalouste Gulbenkian
1. O Homem de Constantinopla, Gradiva, 2013
2. Um Milionário em Lisboa, Gradiva, 2013

#### Saga do Lótus
1. As Flores de Lótus, Gradiva, 2015
2. O Pavilhão Púrpura Gradiva, 2016
3. O Reino do Meio Gradiva, 2017
4. A Amante do Governador, Gradiva, 2018

Série Francisco Latino
- A Vida num Sopro, Gradiva, 2008
- O Anjo Branco, Gradiva, 2010
- O Mágico de Auschwitz, Gradiva, 2020
- O Manuscrito de Birkenau, Gradiva, 2020

#### Outros
- A Ilha das Trevas, Temas & Debates, 2002; Prefácio e Círculo de Leitores, 2003; Gradiva, 2007
- A Filha do Capitão, Gradiva, 2004
- O Segredo de Espinosa, Planeta, 2023

## Prémios
- Prémio Clube Literário do Porto (2009)[27]
- Prix d'Excellence (2023)[28]

Troféus de Televisão TV 7 Dias/Impala
| Ano  | Prémio                               | Resultado |
| ---- | ------------------------------------ | --------- |
| 2021 | Informação - Jornalista/Apresentador | Indicado  |